# Cascola
La cascola è un fenomeno di caduta precoce e/o anomala dei frutti di una pianta, in genere coltivata. Oltre ad avvenire spontaneamente per cause fisiologiche, può anche essere anche indotta manualmente, chimicamente e meccanicamente (mediante macchina Darwin) per eliminare frutti acerbi già malandati e garantire una buona pezzatura dei frutti alla raccolta.

## Cause
In natura la cascola avviene spontaneamente in fase di allegagione, al fine di evitare il sovraccarico della pianta e garantirne la sopravvivenza.
Può inoltre essere causata da agenti atmosferici come vento forte, grandine o pioggia. A volte invece la caduta precoce dei frutticini si deve a fitopatie, come ad esempio la ticchiolatura delle pomacee, causata dal fungo Venturia inaequalis, o a infestazione di vermi fitofagi e carpofagi come Cydia pomonella. 
La cascola può anche essere provocata artificialmente per migliorare la pezzatura dei frutti rimanenti. In questo caso può essere considerata una tecnica colturale. I prodotti chimici che provocano la cascola vengono definiti cascolanti. Essa può avvenire mediante appositi macchinari, come la Macchina Darwin, oppure con fitoregolatori che, in dosi e formulazioni diverse, con opportune somministrazioni possono anche essere utilizzati per ridurre la cascola.

## Processo
È controllato da auxine ed etilene (ormoni) che attivano una zona di abscissione responsabile del distacco del frutticino.